# Kirchenbezirk Blaufelden
Der Evangelische Kirchenbezirk Blaufelden war bis Ende 2023 einer von 44 Kirchenbezirken bzw. Kirchenkreisen der Evangelischen Landeskirche in Württemberg. Sein Gebiet war deckungsgleich mit dem Dekanat Blaufelden. Zum 1. Januar 2024 fusionierte er mit dem Kirchenbezirk Crailsheim zum Kirchenbezirk Crailsheim-Blaufelden.

## Geografie
Der Kirchenbezirk Blaufelden lag im Norden der württembergischen Landeskirche. Sein Gebiet umfasste den Norden des Landkreises Schwäbisch Hall, also das Gebiet der politischen Städte und Gemeinden Blaufelden, Gerabronn, Kirchberg an der Jagst, Langenburg, Rot am See, Schrozberg und Wallhausen.

### Nachbarkirchenbezirke
Der Kirchenbezirk Blaufelden grenzte an folgende Kirchenbezirke (im Uhrzeigersinn beginnend im Südosten): Crailsheim, Schwäbisch Hall, Künzelsau und Weikersheim (alle Prälatur Heilbronn). Im Osten hatte er eine Grenze zur Evangelisch-Lutherischen Kirche in Bayern.

## Geschichte
Das Gebiet des heutigen Dekanats bzw. Kirchenbezirks Blaufelden gehörte vor 1803 zur historischen Landschaft Hohenlohe, das teilweise in mehrere Linien aufgeteilt war, sowie zur Markgrafschaft Ansbach. Im gesamten heutigen Gebiet des Dekanats Blaufelden wurde von den jeweiligen Landesherren bis 1556 die Reformation eingeführt. Im Gebiet liegen die ehemaligen hohenlohischen Residenzstädte Kirchberg an der Jagst und Langenburg, die Sitz eines Superintendenten wurden (Kirchberg erst 1650). Das General-Konsistorium für Hohenlohe befand sich in Öhringen. Der Raum Blaufelden gehörte kirchlich zum Kapitel Crailsheim. Nach dem Übergang an Württemberg wurden Langenburg und Blaufelden 1810 je Sitz eines württembergischen Dekanats und der Ortspfarrer von Blaufelden bzw. der Stadtpfarrer von Langenburg zum Dekan ernannt. Die formelle Errichtung des Dekanats Blaufelden erfolgte am 23. November 1810. Das zugehörige Oberamt hatte zunächst ebenfalls in Blaufelden seinen Sitz. Durch Verordnung vom 8. Juli 1811 wurde es dann nach Gerabronn verlegt (Siehe: Oberamt Gerabronn). Beide Dekanate gehörten seit ihrer Gründung zunächst zum Generalat Schwäbisch Hall, nach dessen Auflösung kamen sie zum Generalat (heute Prälatur) Heilbronn.
Infolge der Auflösung einiger Kreise bzw. Oberämter in Württemberg 1939 wurden auch die kirchlichen Verwaltungsbezirke teilweise neu gegliedert. So wurden mit Wirkung vom 1. April 1939 die Kirchengemeinden Niederstetten, Sichertshausen, Oberstetten und Wildentierbach in den Kirchenbezirk Weikersheim umgegliedert. Im Gegenzug erhielt der Kirchenbezirk Blaufelden vom Kirchenbezirk Künzelsau die Kirchengemeinde Ettenhausen.
Durch Kirchengesetz vom 28. November 1974 wurden die Dekanate bzw. Kirchenbezirke Blaufelden und Langenburg mit Wirkung vom 1. Januar 1976 zu einem Kirchenbezirk zusammengeschlossen. Er erhielt durch Verordnung vom 2. Mai 1975 die Bezeichnung Evangelischer Kirchenbezirk Blaufelden.
Im Jahr 2012 Umgliederung der Kirchengemeinde Eberbach in den Kirchenbezirk Künzelsau sowie 2017 Umgliederung der Kirchengemeinde Ruppertshofen in den KiBez Schwäbisch Hall.

## Leitung des Kirchenbezirks
Die Leitung des Kirchenbezirks oblag der Bezirkssynode, dem Kirchenbezirksausschuss (KBA) und dem Dekan. Der letzte Dekan war seit 2010 Siegfried Jahn (* 1959), der zugleich Pfarrer in Blaufelden war.

### Dekane des Kirchenbezirks Blaufelden seit 1810
- 1810–1811 Johann Heinrich August Welsch (bereits seit 1795 Pfarrer in Blaufelden)
- 1811–1817 Ernst Christoph Mutschler
- 1820–1828 Johann Christian Speier
- 1829–1836 Ferdinand Ludwig Immanuel Dillenius
- 1836–1838 Johann Christian Ludwig Franz Vogt
- 1838–1841 Johann Erst Gleissberg
- 1842–1848 Gottlob Heinrich Friedrich Scholl
- 1849–1873 Karl Friedrich Klett
- (1870–1873 führten Dekan Raiffeisen von Langenburg und Pfarrer Cranz von Reubach die Amtsgeschäfte)
- 1873–1879 Ludwig Ernst Osiander
- 1880–1885 Jakob Christian Löffler
- 1885–1891 Christian Friedrich Lang (1841–1913)
- 1891–1897 Dr. Theodor Friedrich Köstlin (1845–1932)
- 1898–1902 Hermann Eytel
- 1902–1907 Christian Julius Schall
- 1907–1911 Reinhold Vollmer (1866–1946)
- 1912–1920 Theophil Laissle
- 1921–1932 Gottlob Kröner (1867–1937)
- 1932–1950 Dr. Otto Hohenstatt
- 1950–1975 Herbert Lang (1901–1989)
- 1976–1991 Gustav Rümelin (1927–1999)
- 1992–2009 Emil Haag (* 1946)
- 2010–2023 Siegfried Jahn (* 1959)

## Kirchengemeinden
Im Kirchenbezirk Blaufelden gab es insgesamt 31 Kirchengemeinden. Davon haben sich neun Kirchengemeinden zu insgesamt drei Gesamtkirchengemeinden zusammengeschlossen, bleiben aber weiterhin selbständige Körperschaften des öffentlichen Rechts. Die jeweils in Klammern hinter dem Namen der Kirchengemeinde angegebenen Gemeindegliederzahlen beziehen sich auf das Jahr 2017 und sind gerundet.
Das Gebiet des Kirchenbezirks gehörte überwiegend zur historischen Landschaft Hohenlohe und zur Markgrafschaft Ansbach. Die Landesherren in beiden Gebieten führten früh die Reformation ein. Daher ist das Gebiet überwiegend evangelisch geprägt. Es gibt daher fast in jedem Dorf eine evangelische Kirchengemeinde und eine meist alte Kirche. In allen Orten zogen Katholiken überwiegend erst nach dem Zweiten Weltkrieg zu.

### Kirchengemeinde Billingsbach
Die Kirchengemeinde Billingsbach (ca. 420) umfasst den Ortsteil Billingsbach mit den zugehörigen Weilern der Gemeinde Blaufelden. Kirchlich gehörte der Ort mit der Filiale Raboldshausen zunächst der Pfarrei Bächlingen zugeordnet. Im 13. Jahrhundert wurde Billingsbach eine eigene Pfarrei, zu der auch die Orte Ettenhausen, Herrentierbach und Riedbach gehörten. Über die Herren von Hertenstein und deren Erben gelangte das Patronat der Kirche, die wohl dem Hl. Johannes geweiht war, 1446 an Hohenlohe, das die Reformation durchführte und die Pfarrei dem Dekanat Langenburg zuordnete, dem sie bis zum Zusammenschluss mit dem Kirchenbezirk Blaufelden angehörte. Dem frühgotischen Turmchor der Kirche wurde später ein Turm mit Kuppeldach und Sakristei angebaut. Das Schiff wurde 1725 verlängert und das Dach erhöht. 1964/66 wurde die Kirche renoviert. Von der 1670 im Filialort Raboldshausen abgebrochenen Kapelle stehen noch zwei Geschosse des gotischen Turmchors.
Die Kirchengemeinde Billingsbach wird gemeinsam mit den Kirchengemeinden Ettenhausen, Herrentierbach und Riedbach vom Pfarramt in Ettenhausen betreut.

### Kirchengemeinde Blaufelden
Die Kirchengemeinde Blaufelden (ca. 1.740) umfasst den Hauptort und die Weiler Blaubach, Erpfersweiler, Niederweiler, Schuckhof und Wittenweiler der Gemeinde Blaufelden, wobei der Schuckhof erst durch Bekanntmachung des Oberkirchenrats vom 13. Oktober 1955 der Kirchengemeinde Blaufelden zugeordnet wurde. Teile dieser Siedlung gehörten zuvor zur Kirchengemeinde Rot am See.
Erste kirchlich Belege in Blaufelden sind mit der Burg der Herren von Blaufelden in Verbindung zu bringen, auf der es ab 1280 eine Kapelle gab. Die dem Heiligen Ulrich geweihte Kapelle wurde von der Pfarrei des benachbarten Michelbach an der Heide betreut. 1362 wurde die Kapelle zur Pfarrkirche erhoben und ein Friedhof angelegt. Im Jahr 1423 wurde mit dem Bau der heutigen Kirche begonnen. 1490 war das Kirchenschiff fertig, in den Jahren 1502 bis 1509 wurde der Chor mit dem Turm darüber errichtet. Der Kirchturm diente ursprünglich als Wehrturm. Die erste Glocke wurde noch während der Bauzeit 1505 installiert. Die Landesherren, die Markgrafen von Ansbach führten ab 1526 die Reformation durch. Danach wurden in der Kirche fünf Emporen eingebaut. 1835 setzte ein Blitzschlag die Turmspitze in Brand und zerstörte sie. Beim Wiederaufbau wurde die Spitze kleiner gehalten und der charakteristische Umgang hinzugefügt. Im 19. Jahrhundert wurde Blaufelden Sitz eines Dekanats, das seit 1977 auch das Gebiet des ehemaligen Dekanats Langenburg umfasst.
Der heutige Blaufeldener Ortsteil Wittenweiler gehörte bis ins 14. Jahrhundert zur Pfarrei Michelbach an der Heide und kam dann zur Pfarrei Blaufelden.

### Kirchengemeinde Brettheim
Die Kirchengemeinde Brettheim (ca. 660) umfasst den Ortsteil Brettheim mit den zugehörigen Weilern (ohne Hilgartshausen) der Gemeinde Rot am See. Die Kirche St. Peter und Paul wurde 1262 erstmals erwähnt. 1379 gelangte sie an das Stift Feuchtwangen. In der Reformationszeit kam sie an die Markgrafschaft Ansbach. Im 18. Jahrhundert erwarb die Reichsstadt Rothenburg ob der Tauber die Hoheitsrechte teilweise. Die Kirche mit romanischem Turmchor aus dem 13. Jahrhundert wurde in spätgotischer Zeit nach mehreren Bränden 1528 sowie 1658 und 1722 neu gestaltet und 1911/12 völlig umgebaut. Die Turmuntergeschosse blieben erhalten. Im Turmchor sind noch Wandmalereien erhalten. Das Schiff, die Sakristei und die Vorhalle sind modern. Der frühere Wehrkirchhof ist noch erkennbar. Das Pfarramt Brettheim betreut auch die Nachbarkirchengemeinde Hilgartshausen.

### Kirchengemeinde Ettenhausen
Die Kirchengemeinde Ettenhausen (ca. 380) umfasst die Stadtteile Ettenhausen und Bartenstein mit deren zugehörigen Weilern der Stadt Schrozberg. Kirchlich gehörte Ettenhausen zunächst zur Pfarrei Billingsbach. 1334 wurde eine bereits bestehende Kapelle zur Pfarrkirche erhoben. Zu ihr gehörte zunächst auch Herrentierbach und bis zum Dreißigjährigen Krieg auch Riedbach. Die Kirche steht auf halber Höhe des Talhangs in Richtung Bartenstein. Der Turm stammt noch von der Kapelle, das Schiff wurde 1765 umgebaut.
Bis 1933 bildete die Kirchengemeinde Ettenhausen mit der Kirchengemeinde Sichertshausen die Gesamtkirchengemeinde Ettenhausen im Kirchenbezirk Künzelsau. Durch Bekanntmachung des Oberkirchenrats vom 13. April 1933 wurde die Kirchengemeinde Sichertshausen der Kirchengemeinde Niederstetten (damals Kirchenbezirk Blaufelden) zugeordnet, mit der sie seither die Gesamtkirchengemeinde Niederstetten bildet. Mit Wirkung vom 1. April 1939 wurde die Kirchengemeinde Ettenhausen in den Kirchenbezirk Blaufelden sowie die Gesamtkirchengemeinde Niederstetten mit ihren beiden Teilkirchengemeinden Niederstetten und Sichertshausen in den Kirchenbezirk Weikersheim umgegliedert.
Bartenstein gehörte kirchlich stets zu Ettenhausen. Doch hatten die Bewohner mit der Burgkapelle auch eine eigene Predigtstelle. 1667 traten die Landesherren, die Grafen von Hohenlohe-Waldenburg-Schillingsfürst zum Katholizismus über und richteten danach katholische Gottesdienste in der Burgkapelle ein. Eine eigene Pfarrei konnten sie jedoch nicht errichtet, wohl bauten sie aber 1716 eine eigene Kirche im Schloss ein. Sie umfasst den Nordflügel des Schlosses. Als Kirchturm dient der Schlossturm. Zwischen den evangelischen und katholischen Bewohnern gab es mehrere Streitigkeiten, die im sog. „Osterstreit“ von 1744 bis 1750 ihren Höhepunkt erreichten. Damals griffen Ansbacher Truppen ein und sicherten die Rechte der evangelischen Bewohner.
Das Pfarramt in Ettenhausen betreut auch die Kirchengemeinden Billingsbach, Herrentierbach und Riedbach.

### Gesamtkirchengemeinde Gaggstatt

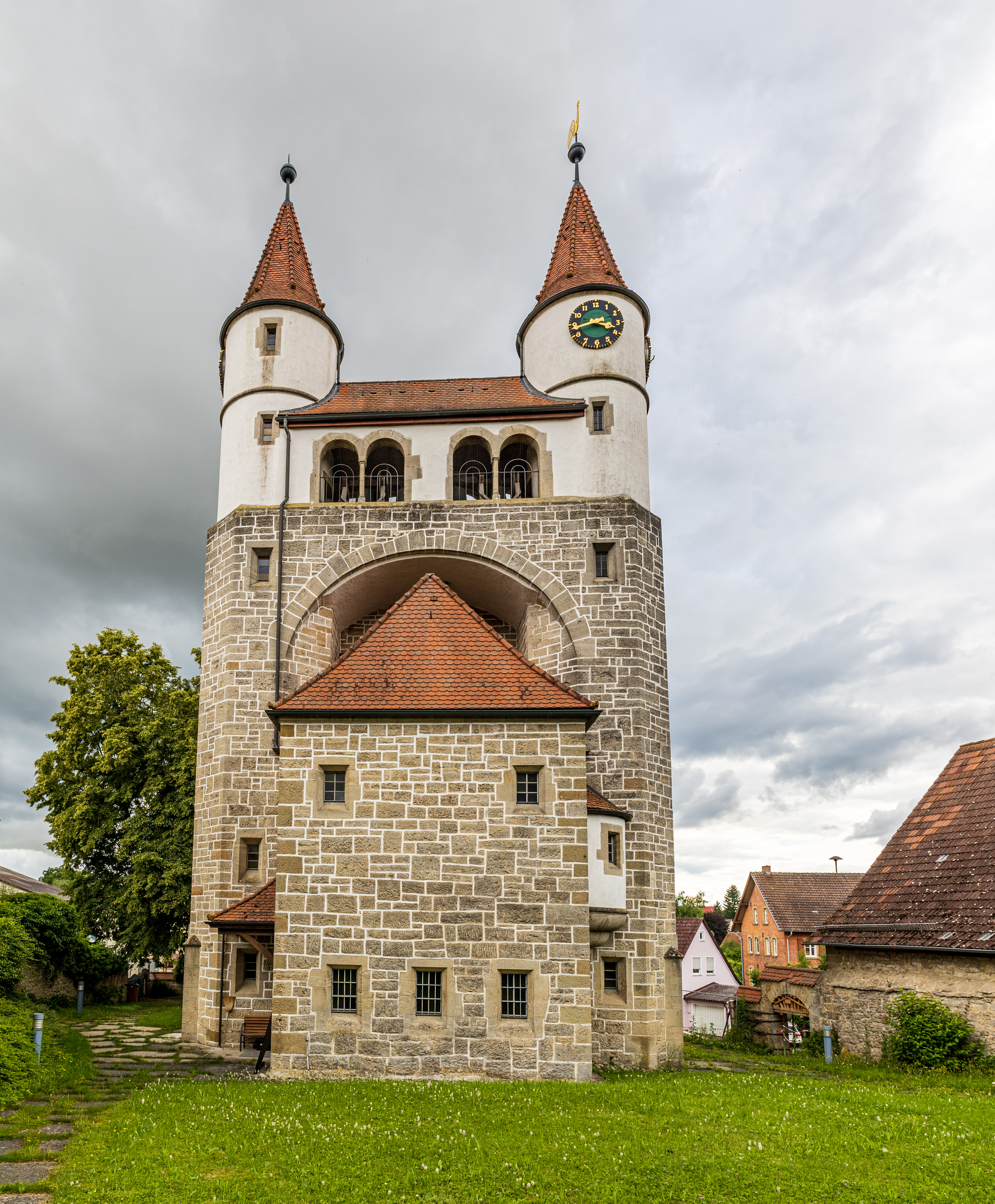
Die Kirche von Gaggstatt

Die Gesamtkirchengemeinde besteht aus den Kirchengemeinden Beimbach, Gaggstatt und Mistlau.

#### Kirchengemeinde Beimbach
Die Kirchengemeinde Beimbach (ca. 235) umfasst den Ortsteil Beimbach und die zugehörigen Weiler (einschließlich Bembergs) der Gemeinde Rot am See. Kirchlich war der Ort eine Filiale von Michelbach an der Heide, dann von Lendsiedel. Erst 1812 wurde Beimbach eine eigene Pfarrei, wurde aber noch von Gerabronn aus betreut. Seit 1826 gibt es dort einen eigenen Pfarrer. Die Kirche ist als Bartholomäuskapelle 1421 erstmals erwähnt. Die alte Wehrkirche mit Friedhof, stammt von 1499. Sie wurde 1751 erweitert und 1802 renoviert. Der Turmchor hat noch spätgotische Maßwerkfenster.

#### Kirchengemeinde Gaggstatt
Die Kirchengemeinde Gaggstatt (ca. 295) umfasst den Stadtteil Gaggstatt mit einigen umliegenden Weilern der Stadt Kirchberg an der Jagst (außer Lobenhausen). Kirchlich gehörte der Ort zunächst zu Lendsiedel besaß jedoch eine Kapelle zum Hl. Kreuz, die 1453 erstmals erwähnt wurde. Nach der Reformation 1544 wurde Gaggstatt eigene Pfarrei, dem die Filialen Mistlau und Niederwinden (Gemeinde Rot am See) zugeordnet wurden. Sie gehörte bis zum Zusammenschluss mit Blaufelden zum Kirchenbezirk Langenburg. Das Patronat über die Kirche übernahm Hohenlohe-Kirchberg. Das spätgotische Kirchlein wurde 1904 abgebrochen und durch den doppeltürmigen Neubau der Jugendstilkirche von Theodor Fischer ersetzt. Im Innern gibt es Fresken im Jugendstil. Bis zu dessen Auflösung gehörte die Kirchengemeinde zum Kirchenbezirk Langenburg.

#### Kirchengemeinde Mistlau
Die Kirchengemeinde Mistlau (ca. 80) umfasst den Wohnplatz Mistlau des Stadtteils Gaggstatt der Stadt Kirchberg an der Jagst. Kirchlich gehörte Mistlau als Filiale zu Lendsiedel. Nach der Reformation wurde der Ort der Pfarrei Gaggstatt zugeordnet. Die Kapelle St. Nikolaus vom Anfang des 15. Jahrhunderts wurde 1791 erweitert. Über dem Ostgiebel befindet sich ein Dachreiter. Im kreuzrippengewölbten Chor sind Fresken aus dem 15. Jahrhundert zu sehen. Ferner gibt es zwei Holzplastiken des 15. Jahrhunderts.

### Kirchengemeinde Gammesfeld-Hausen-Buch
Die Kirchengemeinde Gammesfeld-Hausen-Buch (ca. 700) wurde zum 1. Januar 2017 aus den seitherigen Kirchengemeinden Gammesfeld (ca. 400), Hausen am Bach (ca. 240 Mitglieder) und Buch (ca. 60 Mitglieder) gegründet. Sie umfasst den Ortsteil Gammesfeld mit den zugehörigen Weilern der Gemeinde Blaufelden sowie den Ortsteil Hausen am Bach und Buch mit den zugehörigen Weilern der Gemeinde Rot am See.
Eine Kirche wird in Gammesfeld bereits 1101 erwähnt. Über die Herren von Bebenburg gelangte das Patronat an das Johanniterhaus Rothenburg ob der Tauber. Die Reichsstadt Rothenburg führte bis 1543 die Reformation ein. Die Pfarrkirche St. Nikolaus ist ein einschiffiger Turmchorbau des 13./14. Jahrhunderts. Sie besitzt romanische und gotische Fenster und ein Kreuzrippengewölbe im Chor.
In Hausen am Bach wird eine Kirche St. Magdalena bereits 1290 erstmals erwähnt. Sie gehörte zur Pfarrei Insingen (heute zu Bayern gehörig). 1378 wurde Hausen eigene Pfarrei. Das Patronat gehörte der Abtei Oberzell bei Würzburg, dann dem Frauenkloster Hausen (heute Wohnplatz Klosterhof; das Kloster wurde aber bereits 1532/45 säkularisiert und ging dann völlig unter) und schließlich St. Gumbert in Ansbach. Nach der Reformation gehörte die Kirche Ansbach und Rothenburg ob der Tauber. 1641 wurde die Pfarrei mit Reubach, 1647/50 mit Insingen verbunden. Die heutige Kirche ist ein einschiffiger spätgotischer Turmchorbau aus dem frühen 16. Jahrhundert. 1639/45 und 1711 wurde er verändert. Die Kirche hat ein Tonnengewölbe und ein spätgotisches Kruzifix.
Eine dem Hl. Martin geweihte Kapelle in Buch gelangte 1245 an das Stift St. Gumbert in Ansbach. 1528 wurde sie durch Ansbach reformiert. 1810 wurde Buch der Pfarrei Hausen am Bach zugeordnet, zu dem die Kirchengemeinde bis heute gehört. Das kleine Kirchlein war ursprünglich ein einschiffiger Chorturmbau des 13./14. Jahrhunderts mit frühgotischen Fenstern und romanischem Chorbogen. Der Turm wurde aber später abgerissen. Der kleine Altarschrein mit geschnitzten Flügeln stammt aus dem 16. Jahrhundert.

### Gesamtkirchengemeinde Gerabronn
Die Gesamtkirchengemeinde Gerabronn wurde am 1. Januar 2017 aus den Kirchengemeinden Amlishagen, Dünsbach, Gerabronn und Michelbach neu gegründet.

#### Kirchengemeinde Amlishagen

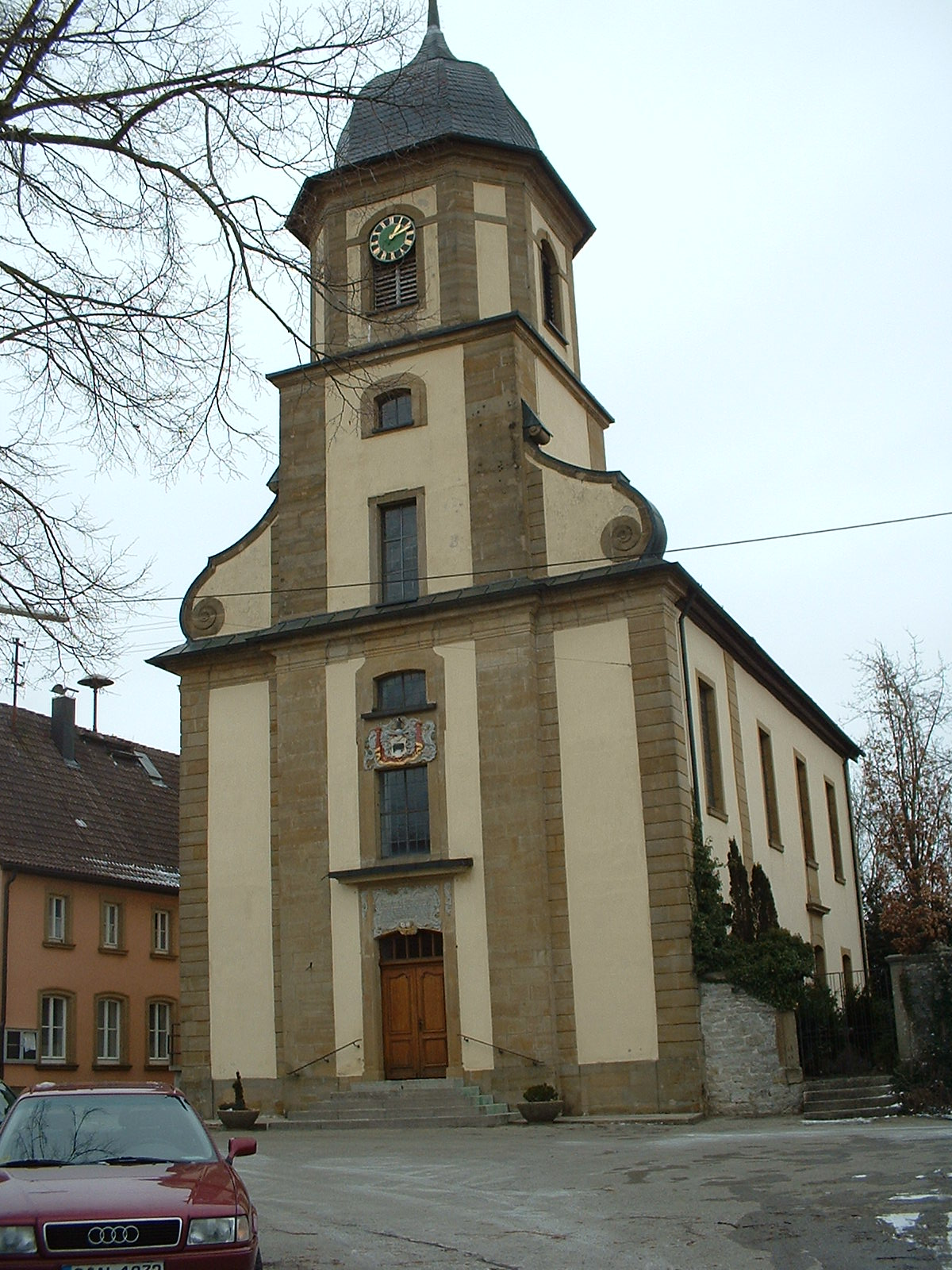
Evang. Kirche Gerabronn-Amlishagen

Die Kirchengemeinde Amlishagen (ca. 240) umfasst den Stadtteil Amlishagen der Stadt Gerabronn. Eine Kirche wird 1403 erstmals erwähnt. Sie war Filiale von Michelbach an der Heide und wurde 1453 zur Pfarrkirche erhoben. 1519 wird sie mit Katharinenkirche angegeben und 1536 führte Ansbach die Reformation ein. Nach langjährigen Streitigkeiten der Gutsherrschaft über das Patronatsrecht der Kirche, wurde 1788 zugunsten von Hohenlohe entschieden. 1760 brannte die Kirche ab. Die heutige Katharinenkirche wurde 1762/63 im Auftrag des Schloss- und Patronatsherrn Gottfried Freiherr vom Holtz durch den gräflich–hohenlohischen Hofbauzimmermeister Leonhard Joseph Ernst aus Kirchberg/Jagst im Markgrafenstil als spätbarocke Kirche neu erbaut. Das rechteckige Schiff hat einen Westturm, der oben in ein Achteck übergeht und eine welsche Haube hat. Im Innern der Kirche gibt es eine sog. Ansbacher Kanzelwand (Markgräfler Wand) aus Holz und Stuckmarmor in hoch aufgerichteter Kreuzform. Sie besteht aus Altar, Kanzel, Orgelempore und Parterre-Türen für den Altarumgang beim Abendmahlsempfang. Die Katharinenkirche enthält je eine Nord- und Südempore sowie eine Westempore mit ehemaligem Patronatsraum oder Herrschaftsstand mit dem Wappen der Herren vom Holtz, ferner eine Gruft und mehrere Einzelgrabstätten im Boden sowie von Johannes Allgeyer aus dem Jahr 1763 die Orgel. Nach dem Übergang an Württemberg kam die Kirchengemeinde 1810 zum Dekanat Crailsheim, später zum Dekanat Blaufelden. 1841 wurde Unterweiler (heute ein Weiler der Kernstadt Gerabronn) der Pfarrei Amlishagen zugeordnet.
Als kirchliche Besonderheit begeht die Kirchengemeinde Amlishagen jährlich den Hagelfeiertag mit einem Gottesdienst am 1. August.

#### Kirchengemeinde Dünsbach
Die Kirchengemeinde Dünsbach (ca. 385) umfasst den Stadtteil Dünsbach und die zugehörigen Weiler der Stadt Gerabronn. Kirchlich gehörte der Ort zunächst zu Bächlingen, dann zu Ruppertshofen. 1534 wurde die Reformation eingeführt. 1688 errichtete die Herren von Crailsheim eine eigene Pfarrei für Dünsbach. Als Pfarrkirche diente die Schlosskapelle zu Morstein, bis diese 1969 ausbrannte. Die Pfarrei unterstand dem Superintendenten in Kirchberg an der Jagst und gehörte in württembergischer Zeit zum Dekanat Langenburg, bis zu dessen Zusammenschluss mit Blaufelden. Nach dessen Auflösung kam sie zum Kirchenbezirk Blaufelden. Nach dem Brand 1969 wurde 1973 von dem Stuttgarter Architekt Johannes Wetzel (1926–2006) ein Neubau errichtet. Die Ehefrau des Architekten und Künstlerin Gertrud Angelika Wetzel hat das Altar- und das Südwandfenster mit farbigem Betonglas (Wellenlinien) sowie Altar, Taufstein und Kanzel in Muschelkalk und Aluminiumguss künstlerisch gestaltet.

#### Kirchengemeinde Gerabronn

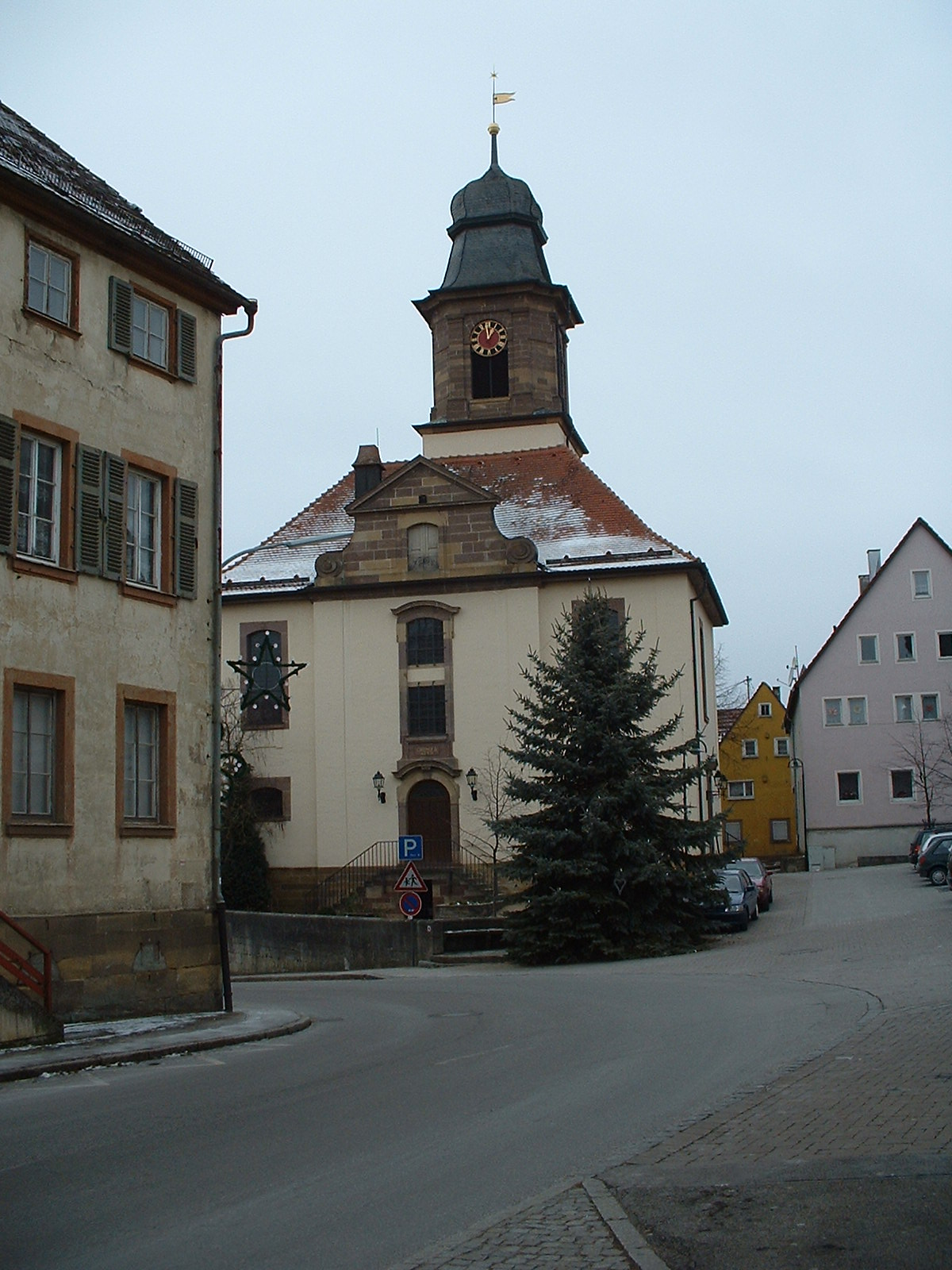
Evang. Kirche Gerabronn

Die Kirchengemeinde Gerabronn (ca. 1.460) umfasst die Kernstadt von Gerabronn mit den zugehörigen Weilern (ohne Unterweiler). Eine Kapelle Peter und Paul wurde 1423 erbaut. An ihr stifteten die Herren von Berlichingen eine Kaplanei, die zur Pfarrei Michelbach an der Heide gehörte. 1461 wurde sie zur eigenständigen Pfarrei erhoben. Anstelle der Kapelle wurde 1742–1751 von Architekt Leopoldo Retti nach den Plänen von Baumeister Johann David Steingruber die heutige Peter- und Paul-Kirche in Querkirchen-Konzeption als fast quadratischer Saalbau im Markgrafenstil erbaut. Die typische Kanzel-Altar-Orgelwand lag im Westen auf der Turmseite, gegenüber die Patronatsloge. Die Forderungen nach einem modernisierten Gottesdienst führten 1967 zu einer völligen Umgestaltung des Innenraums. Der beauftragte Architekt Peter Haag aus Schorndorf ließ nicht nur beide Emporen, sondern auch die Kanzelwand, das bescheidene Schmuckstück der Kirche, sowie die Querkirchenkonzeption entfernen. Altar und Kanzel sind jetzt in moderner Form an der Südwand platziert. Der einheimische Künstler Werner Grund hat 1971 ein symbolkräftiges Wandmosaik geschaffen, das den Mittelpunkt des Altarkreuzes wieder aufnimmt und die von dort ausgehenden Strahlen verdeutlichen will. Der Künstler Winfried Richter aus Gerabronn-Morstein schuf 1995 Wandbilder auf Acryl-Basis, Ton in Ton zur Wandfarbe, zu den Namensgebern der Kirche, Petrus und Paulus. Aus der Zeit vor der Innen-Umgestaltung gibt es noch das farbverglaste Rundfenster (1933) des expressionistischen Künstlers Ernst H. Graeser mit einer Christusdarstellung.
Der Weiler Rückershagen gehörte kirchlich stets zu Gerabronn. Die bereits 1499 erstmals erwähnte Kapelle St. Wendelin ist ein spätgotischer Chorturmbau und besitzt einen kreuzrippengewölbten Chor. Am Bau ist ablesbar, dass sowohl der Turm als auch das Schiff früher höher waren. Die Trennmauer zwischen Turm und Schiff enthält außen romanische Neidfratzen, die gotischen Fenster im Schiff sind in den Spitzbögen zum Teil vermauert, zum Teil mit Maßwerk oder Zierbogen versehen.

#### Kirchengemeinde Michelbach an der Heide
Die Kirchengemeinde Michelbach an der Heide (ca. 310) umfasst den Stadtteil Michelbach an der Heide mit den zugehörigen Weilern der Stadt Gerabronn. Eine Kirche wurde um das Jahr 1230 erstmals urkundlich erwähnt. Doch ist sie vermutlich viel älter. Die Gründer waren wahrscheinlich das Bistum Fulda, das Patronatsherr war. Später ging es an das würzburgische Neumünster über. Die Pfarrei umfasste das gesamte Umland. Ab 1362 wurden nach und nach eigene Pfarreien errichtet, so in Blaufelden 1362, Amlishagen 1453 und Gerabronn 1561. Die Markgrafschaft Ansbach führte 1528 die Reformation ein. In württembergischer Zeit gehörte die Kirchengemeinde Michelbach an der Heide zum Dekanat Langenburg und kam mit dem Zusammenschluss zum Dekanat Blaufelden. Die Kirche St. Bonifatius und Burkhard im ummauerten Friedhof ist frühgotisch mit romanischem Rechteckchor (gotisches Maßwerk-Ostfenster, innen durch die große Chororgel verdeckt), zusätzlich sehr kleiner Apsis sowie Zahnschnittfriesen an den Ostgiebel-Ortgängen und dem Kranzgesims. Sie hat eine Barockkanzel von 1683. Das Schiff wurde 1914/15 von Architekt Theodor Dolmetsch umgebaut und in der nordwestlichen Ecke zwischen Westturm und Langhaus mit einem runden Treppenturm für den Emporenzugang versehen.

### Kirchengemeinde Heiligenbronn
Die Kirchengemeinde Heiligenbronn (ca. 2275) umfasst den Wohnplatz Heiligenbronn des Stadtteils Spielbach der Stadt Schrozberg. Eine Kirche in Heiligenbronn wurde 1449 durch die Ansbacher abgebrannt. Sie gehörte der Reichsstadt Rothenburg. Eine Kapelle St. Sebastian ist 1568 erwähnt. Sie war Filiale von Leuzenbronn. Das Patronat hatte die Comburg. 1810 bildete man eine eigene Pfarrei, die jedoch mit Spielbach vereinigt wurde. Im 20. Jahrhundert wurde die Pfarrei wieder aufgehoben. Heiligenbronn blieb aber eine selbständige Kirchengemeinde, die bis heute vom Pfarramt Spielbach betreut wird. Die Kirche hat einen kreuzgewölbten Chor im Ostturm. Sie stammt aus dem 14. Jahrhundert.

### Kirchengemeinde Hengstfeld
Die Kirchengemeinde Hengstfeld (ca. 530) umfasst den Ortsteil Hengstfeld der Gemeinde Wallhausen. Eine Pfarrkirche St. Lambert wurde erstmals 1285 erwähnt. Das Patronat gehörte Comburg, dann Würzburg, die es an die Herren von Crailsheim und von Wollmershausen zu Lehen vergaben. Die Pfarrkirche wurde mehrmals durch Brand zerstört. Der heutige Brand stammt aus dem Jahr 1837. Vom Vorgängerbau ist nur der untere Teil des ehemaligen Chorturms erhalten. 1901 wurde der Turm erhöht.
Die Kirchengemeinde begeht seit der Reformation jährlich am 13. Juli den sogenannten Hagelfeiertag mit einem Gottesdienst als Erntefeiertag.

### Kirchengemeinde Herrentierbach
Die Kirchengemeinde Herrentierbach (ca. 290) umfasst den Ortsteil Herrentierbach der Gemeinde Blaufelden und den Ortsteil Simprechtshausen der Gemeinde Mulfingen (Hohenlohekreis). Kirchlich gehörte Herrentierbach zunächst zu Billingsbach, dann zu Ettenhausen. 1445 wurde die Kapelle St. Maria zur Pfarrkirche erhoben. 1910 wurde die Nachbarpfarrei Riedbach angegliedert. Heute wird die Kirchengemeinde Herrentierbach wieder vom Pfarramt Billingsbach betreut. Bis zum Zusammenschluss mit dem Kirchenbezirk Blaufelden gehörte die Kirchengemeinde Herrentierbach zum Kirchenbezirk Langenburg.
Simprechtshausen blieb nach der Reformation katholisch. Die überwiegend erst nach dem Zweiten Weltkrieg zugezogenen evangelischen Bewohner wurden zunächst der Kirchengemeinde Hollenbach im Kirchenbezirk Künzelsau zugeordnet. Durch Bekanntmachung des Oberkirchenrats vom 9. Januar 1958 wurden sie jedoch in die Kirchengemeinde Herrentierbach umgegliedert und wechselten somit auch den Kirchenbezirk (damals noch Langenburg).
Die Kirchengemeinde Herrentierbach wird gemeinsam mit den Kirchengemeinden Billingsbach, Ettenhausen und Riedbach vom Pfarramt in Ettenhausen betreut.

### Kirchengemeinde Hilgartshausen
Die Kirchengemeinde Hilgartshausen (ca. 130) umfasst den Ortsteil Hilgartshausen der Gemeinde Rot am See.
Kirchlich gehörte der Ort stets zu Brettheim. Doch hat er eine eigene Kirche und bildet heute noch eine eigene Kirchengemeinde. Die Nikolauskirche wurde vermutlich um 1000 als Kapelle erbaut. Die heutige Kirche ist aus dem 13. Jahrhundert mit Chor und Kreuzrippengewölbe des 14. Jahrhunderts. Das Schiff hat eine hochgotische Balkendecke. Im Innern gibt es zwei Flügelaltäre aus dem späten 15. Jahrhundert. Die Kirchengemeinde Hilgartshausen wird bis heute vom Pfarramt Brettheim betreut.

### Kirchengemeinde Kirchberg an der Jagst
Die Kirchengemeinde Kirchberg an der Jagst (ca. 1.070) umfasst die Kernstadt von Kirchberg an der Jagst und den Stadtteil Hornberg. Keimzelle der heutigen Kirchengemeinde ist die Marienkapelle innerhalb der Burg Kirchberg. 1285 wurde erstmals ein Pfarrer genannt, doch blieb der Ort zunächst der Pfarrei Lendsiedel zugehörig. Ab 1395 gab es dann eine Kaplanei. Das Patronat erhielten ab 1313 die Hohenloher. Im 14. Jahrhundert wurde die Marienkapelle zur Wallfahrtskirche. 1524/25 wurde die Reformation eingeführt und 1577/78 wurde Kirchberg eine eigene Pfarrei, die 1611 in die Stadt verlegt wurde. Gleichzeitig wurde hier eine neue Kirche erbaut, die jedoch 1740 wieder abgebrochen und durch den heutigen Bau ersetzt wurde. Dabei wurden die Stadtmauer und ein alter Wehrturm mit einbezogen. Sie wurde barock ausgestattet, brannte jedoch 1929 aus.
Hornberg war bis 2012 eigenständige Kirchengemeinde. Nach der Reformation gehörte der Ort zur Pfarrei Lendsiedel, besaß jedoch mit der Burgkapelle eine eigene Predigtstelle. 1588 wurde Hornberg eigene Pfarrei, die aber teilweise von Gaggstatt aus betreut wurde. 1750 wurde Hornberg Filiale von Gröningen und 1868 von Kirchberg an der Jagst. Die heutige Kirche ist ein schlichter Bau aus dem Jahr 1873.

### Kirchengemeinde Langenburg

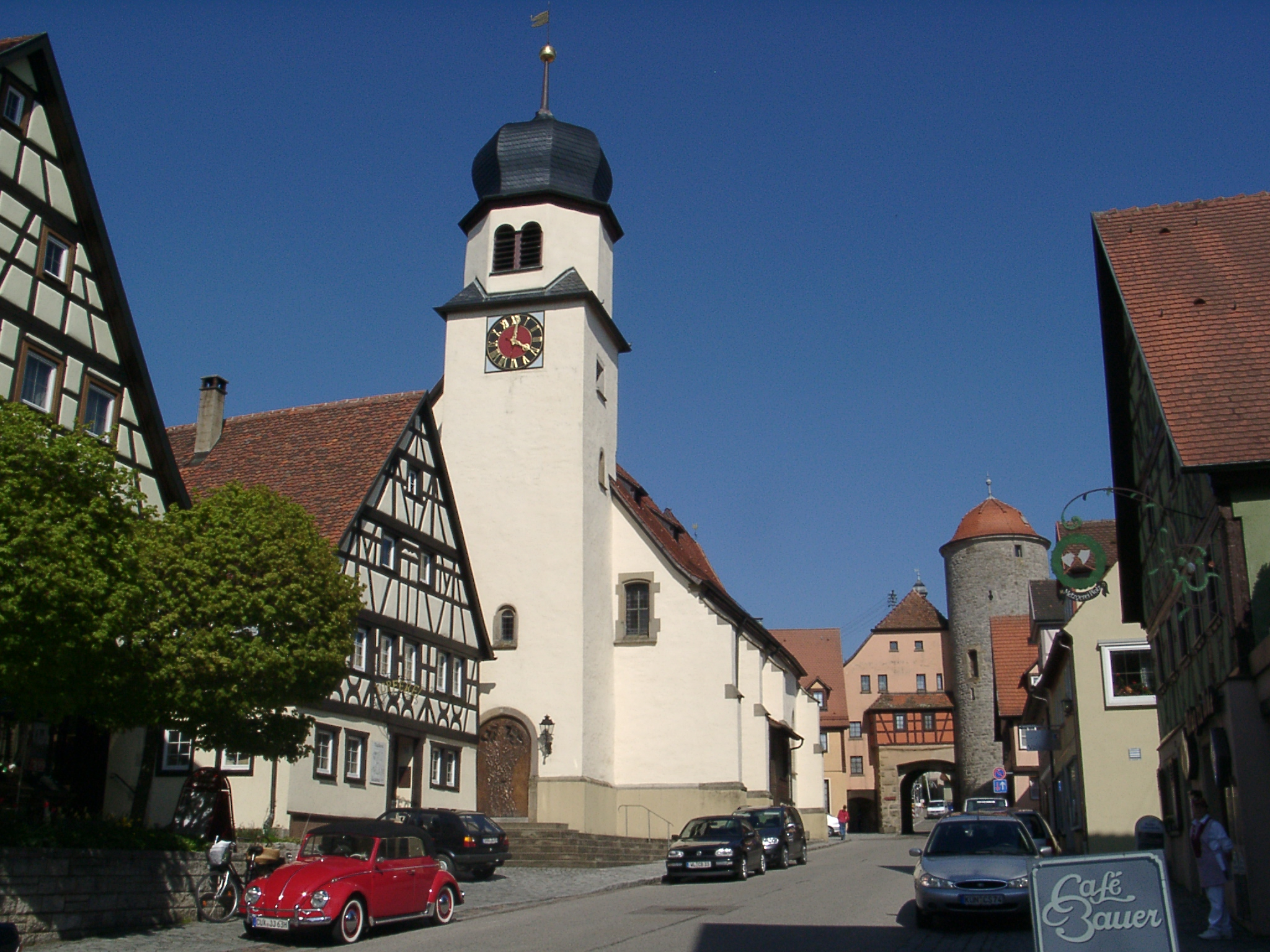
Evang. Stadtkirche Langenburg

Die Kirchengemeinde Langenburg (ca. 1.125) umfasst die Stadt Langenburg.
Kirchlich gehörte Langenburg zunächst zu Bächlingen, wurde aber 1553 Sitz der Bächlinger Pfarrei, zumal der Pfarrer von Bächlingen bereits seit 1500 in Langenburg wohnte. 1576 wurde für Bächlingen wieder eine eigene Pfarrei, 1579 auch eine Pfarrei für Unterregenbach abgetrennt. Als hohenlohische Residenzstadt war Langenburg Sitz eines Superintendenten, der zugleich Hofprediger war. Er war für die Ämter Langenburg, Döttingen und bis 1650 auch für Kirchberg an der Jagst zuständig. Die Stadtkirche geht auf eine Wallfahrtskapelle zum Heiligen Blut des späten 15. Jahrhunderts zurück. Dem spätgotischen Chor mit Netzrippengewölbe schließt sich das Schiff mit Turmanbau von 1610 an. 1680 wurde sie nochmals umgebaut. Der Chor besitzt alte Nürnberger Glasfenster von 1499 bzw. 1505/07. Die Bretterdecke wurde 1680 bemalt. Ferner gibt es mehrere Grabmäler der Hohenloher Grafen und deren Beamten.
Eine Kirche in Bächlingen wird 1285 erstmals genannt. Sie dürfte die älteste Kirche des gesamten Gebiets sein. Vermutlich wurden von der Pfarrei Bächlingen vor dem Jahr 1000 die Pfarreien Michelbach an der Heide, Billingsbach und Obersteinach, später weitere Orte abgetrennt. 1553 wurde die Reformation im vormals zum Stift Neumünster in Würzburg gehörigen Ort eingeführt. Der Pfarreisitz wurde dann nach Langenburg verlegt, doch erhielt Bächlingen 1576 unter Hohenlohe wieder eine eigene Pfarrei, die bis zu dessen Zusammenschluss mit Blaufelden zum Dekanat Langenburg gehörte. Die heutige Johanneskirche stammt aus dem 14. Jahrhundert. Sie hat einen Turmchor mit Rippenkreuzgewölbe und ein Wandgemälde von 1320 bis 1340. Das spätgotische Schiff hat einen Fachwerkaufbau von 1580. 1721 wurde es erneuert.
Der Ort Unterregenbach ist wohl eine sehr alte Siedlung, die eine dreischiffige Basilika besaß, die durch einen Brand in der ersten Hälfte des 13. Jahrhunderts vernichtet und danach aufgegeben wurde. Die Krypta der Kirche ist im heutigen Pfarrhaus noch erhalten. Um 1480 wurde nördlich der Basilika die heutige Pfarrkirche, anstelle einer um 1050 erbauten kleinen Basilika erbaut, d. h., es gab bis ins 13. Jahrhundert zwei Kirchen nebeneinander. 1581 erhielt die Pfarrkirche ihr heutiges Aussehen. War sie früher der Hl. Maria geweiht, so weihte man sie 1487 dem Hl. Veit. Das Patronat hatten die Herren von Langenburg, dann die Hohenloher. Das Vorhandensein zweier Kirchen beweist, dass es in Unterregenbach ein Kloster gegeben haben muss. Ihm lag auch ein Herrensitz nahe. Doch wurden beide nach der Brandkatastrophe zugunsten von Langenburg aufgegeben. Unterregenbach blieb ein unbedeutender Weiler, der aber noch bis um 1700 Marktrechte besaß. Die Pfarrei Unterregenbach erhielt 1579 auch Oberregenbach. Beide Orte gehörten stets zu Langenburg, blieben aber eine eigene Pfarrei und bildeten die Kirchengemeinde Unterregenbach, die bis zum Zusammenschluss mit dem Kirchenbezirk Blaufelden auch zum Kirchenbezirk Langenburg gehörte.
Ab 1. Januar 2012 bildeten die drei Kirchengemeinden Langenburg, Bächlingen und Unterregenbach zunächst eine Gesamtkirchengemeinden und fusionierten zum 1. Januar 2017 nun zur Evangelischen Kirchengemeinde Langenburg.

### Kirchengemeinde Lendsiedel
Die Kirchengemeinde Lendsiedel (ca. 780) umfasst den Stadtteil Lendsiedel mit den zugehörigen Weilern der Stadt Kirchberg an der Jagst. Eine Kirche wird in Lendsiedel 1231 erstmals erwähnt, ab 1245 St Pankratius, ab 1489 St. Stephan. Das Patronat besaßen die Zähringer, die es 1231 dem Stift Backnang schenkten, von wo es 1350 an Württemberg vertauscht wurde. Im 15. Jahrhundert gehörte es den Herren von Vellberg und ab 1563 gehörte es Hohenlohe. Die Pfarrei umfasste das gesamte Umland von Beimbach bis Triensbach. Doch wurden nach und nach eigene Pfarreien errichtet. Die heutige Stephanuskirche in Lendsiedel hat einen romanischen Westturm von 1245 und ein spätgotisches Schiff von 1511. Der Chor mit Orgel stammt von 1702. Im Innern sind eine Steinkanzel von 1517 sowie mehrere Grabmale des 16. bis. 18. Jahrhunderts zu sehen. Bis zum Zusammenschluss mit dem Kirchenbezirk Blaufelden gehörte die Kirchengemeinde Lendsiedel zum Kirchenbezirk Langenburg.
Bis 1938 gehörte auch der Weiler Buch der damaligen Gemeinde Triensbach zur Kirchengemeinde Lendsiedel. Durch Bekanntmachung des Oberkirchenrats vom 11. März 1938 wurde dieser Weiler der Kirchengemeinde Triensbach im Kirchenbezirk Crailsheim zugeordnet.

### Kirchengemeinde Leuzendorf
Die Kirchengemeinde Leuzendorf (ca. 340) umfasst den Stadtteil Leuzendorf mit den meisten zugehörigen Weilern der Stadt Schrozberg. Kirchlich war Leuzendorf zunächst Filiale von Leuzenbronn (heute zu Bayern gehörig). 1346 wurde die Kapelle St. Alban zur Pfarrkirche erhoben. Das Patronat hatte das Stift Neumünster in Würzburg inne, dann die Reichsstadt Rothenburg ob der Tauber. Die Kirche wurde 1346 umgebaut, das Schiff stammt von 1729. Die Kirche wurde 1796 renoviert und 1951 erneuert. Dabei wurde der im Zweiten Weltkrieg teilweise zerstörte Turm wiederhergestellt.
Im zugehörigen Weiler Gemmhagen gibt es eine Kapelle St. Maria, die 1340 erstmals erwähnt und 1701 erneuert wurde.

### Kirchengemeinde Michelbach an der Lücke
Die Kirchengemeinde Michelbach an der Lücke (ca. 380) umfasst den Ortsteil Michelbach an der Lücke der Gemeinde Wallhausen. Eine Kirche wird bereits 1285 erstmals erwähnt. Das Patronat hatte das Kloster Fulda inne, später die Ortsherren. Ansbach führt die Reformation ein, das die Grafen von Schwarzenberg zu verhindern versuchten. 1812 wurde die Pfarrei aufgehoben und mit Reubach vereinigt, doch bildete der Ort eine eigene Kirchengemeinde, die durch Verfügung vom 9. März 1976 der Gesamtkirchengemeinde Reubach angegliedert wurde. Die heutige Kirche wurde 1726 erbaut.

### Gesamtkirchengemeinde Reubach
Die Gesamtkirchengemeinde Reubach umfasst die Kirchengemeinden Reubach und Kleinansbach.

#### Kirchengemeinde Reubach
Die Kirchengemeinde Reubach (ca. 240) umfasst den Ortsteil Reubach mit den zugehörigen Wohnplätzen der Gemeinde Rot am See. Kirchlich gehörte Reubach zunächst zu Brettheim. Doch wird bereits 1326 eine Kapelle, ab 1340 zu Unserer Lieben Frau, genannt, die von einem Kaplan versehen wurde. 1380 wurde die Kirche zur Pfarrei erhoben, zu der auch alle Wohnplätze außer Kleinansbach gehörten. Zunächst war die Pfarrei dem Stift Feuchtwangen inkorporiert, gelangte durch die Reformation jedoch 1530 an Ansbach. Von dort wurde sie bis 1660 von Brettheim aus versorgt. Ab 1812 wurde von Reubach auch der Nachbarort Michelbach an der Lücke betreut, doch bildete der Ort eine eigene Kirchengemeinde, die durch Verfügung vom 9. März 1976 der Gesamtkirchengemeinde Reubach angegliedert wurde. Die heutige Kirche in Reubach ist eine spätgotische Chorturmkirche mit kreuzrippengewölbtem Chor und Schiff von 1589, das 1959 umgebaut wurde. Der Turm der Kirche wurde 1945 zerstört, 1950 wieder aufgebaut.

#### Kirchengemeinde Kleinansbach
Die Kirchengemeinde Kleinansbach (ca. 650) umfasst den Wohnplatz Kleinansbach des Ortsteils Reubach der Gemeinde Rot am See. Kirchlich gehörte Kleinansbach zur Pfarrei Insingen, doch gab es eine Filialkirche, die 1433 mit St. Nikolauskirche genannt ist. Sie ist jedoch wesentlich älter und wurde wohl als romanische Chorturmanlage im 12. Jahrhundert erbaut. Die mehrfach veränderte Kirche erhielt im 18. Jahrhundert eine Holzfelderdecke. Kleinansbach bildete zunächst eine Filialkirchengemeinde von Reubach. Durch Verfügung vom 9. März 1976 wurde das Filialverhältnis zur Kirchengemeinde Reubach aufgelöst und Kleinansbach damit zur eigenständigen Kirchengemeinde.

### Kirchengemeinde Riedbach
Die Kirchengemeinde Riedbach (ca. 115) umfasst den Stadtteil Riedbach und den Weiler Eichswiesen und ist somit kleiner als der Stadtteil von Schrozberg. Kirchlich gehörte Riedbach zunächst zu Billingsbach, dann zu Ettenhausen, von dessen Pfarrei die Kirchengemeinde Riedbach heute wieder betreut wird. Zwischendurch hatte Riedbach ab 1630 auch eine eigene Pfarrei und ab 1916 gehörte der Ort zu Herrentierbach. Von der alten Kapelle in Riedbach stammt noch der Turmchor mit Kreuzrippengewölbe. Das Schiff wurde 1762 erbaut. Die Kirche beherbergt eine Kreuzigungsgruppe von 1684. Bis zum Zusammenschluss mit dem Kirchenbezirk Blaufelden gehörte die Kirchengemeinde Riedbach zum Kirchenbezirk Langenburg.

### Kirchengemeinde Rot am See
Die Kirchengemeinde Rot am See (ca. 1.800) umfasst den Hauptort der Gemeinde Rot am See mit einigen zugehörigen Weilern, z. B. Brettenfeld und Musdorf. Die Kirche wurde im 12./13. Jahrhundert erbaut und später mehrfach verändert. 1285 wurde sie als St. Martinskirche erstmals erwähnt. Das Patronat gehörte als würzburgisches Lehen den Herren von Lobenhausen, dann den Grafen von Flügelau, schließlich den Hohenlohern. 1478 wurde der Ort Musdorf und nach der Reformation 1528 der Ort Kühnhard und der Weiler Limbach (Wallhausen) der Pfarrei eingegliedert. Limbach wurde 1812 der Pfarrei Schainbach zugeteilt. Die Kirche mit gotischem Westportal besitzt einen Taufstein von 1606.
In Musdorf gibt es eine frühgotische Kapelle St. Michael mit kreuzrippengewölbtem Turmchor, die später umgebaut wurde. Sie gehörte ursprünglich zur Pfarrei Schmalfelden und seit 1478 zu Rot am See. Seit 1812 gehört auch Oberwinden zur Pfarrei Rot am See, zuvor zu Beimbach.

### Kirchengemeinde Schainbach
Die Kirchengemeinde Schainbach (ca. 100) umfasst den Wohnplatz Schainbach des Hauptortes der Gemeinde Wallhausen und seit 1812 der Weiler Limbach (Wallhausen), der zuvor zur Pfarrei Rot am See gehörte. Vermutlich erhielt der Ort 1405 von Crailsheim aus eine eigene Pfarrei. Nach der Reformation 1528 wurde der Ort von Wallhausen aus betreut, zu dem die Kirchengemeinde Schainbach heute wieder gehört. Die Kirche in Schainbach, ab 1477 als St. Jakobkirche überliefert, ist romanisch mit einem kreuzrippengewölbten Turmchor. Das Schiff wurde 1721 umgebaut und mit spätbarocker Stuckatur versehen. Der Flügelaltar im Innern stammt aus der Zeit um 1500 und zeigt Marien- und andere Heiligenreliefs. Ferner sind mehrere Grabmale der Herren von Seckendorff zu sehen.

### Kirchengemeinde Schmalfelden
Die Kirchengemeinde Schmalfelden (ca. 350) umfasst den Stadtteil Schmalfelden mit den zugehörigen Weilern der Stadt Schrozberg. Eine Kirche wird in Schmalfelden bereits 1285 erstmals genannt. Ab 1489 wird sie St. Laurentiuskirche genannt. Sie gehörte dem Stift Neumünster in Würzburg. Nach der Reformation hatte Ansbach die kirchlichen Rechte, doch behielt das Stift Neumünster noch ein Bestätigungsrecht. Bereits seit 1483 gab es eine Kaplanei, die in der Reformationszeit zur Pfarrei umgewandelt wurde. Die Kirche mit romanischen Turmchor wurde gotisch verändert. Der tonnengewölbte Chor hat neuaufgedeckte Fresken. Das Schiff wurde 1855 in Kreuzform erweitert. 1964/65 erhielt die Kirche eine asymmetrische Decke. Bis zum Zusammenschluss mit dem Kirchenbezirk Blaufelden gehörte die Kirchengemeinde Schmalfelden zum Kirchenbezirk Langenburg.

### Kirchengemeinde Schrozberg
Die Kirchengemeinde Schrozberg (ca. 1.970) umfasst die Kernstadt mit den zugehörigen Weilern der Stadt Schrozberg. Kirchlich gehörte Schrozberg zunächst zu Oberstetten, hatte jedoch eine Kirche, die ab 1453 als St. Simon und Judas-Kirche bezeichnet wird. Einen eigenen Pfarrer hatte Schrozberg wohl ab 1464. Die Reformation setzte sich nur zögerlich durch. Bis 1571 galt die ansbachische, dann die hohenlohische Kirchenordnung. Die heutige Kirche wurde 1614 errichtet. Dabei wurde der Turmchor der Vorgängerkirche des 14./15. Jahrhunderts beibehalten. Der Chor hat ein Kreuzrippengewölbe, das Schiff hat eine flache Stuckdecke. Bis 1828 gab es auch eine Kapelle, in der bis 1748 noch Gottesdienste gefeiert wurden. Die Kapelle wurde 1828 abgebrochen. Bis zum Zusammenschluss mit dem Kirchenbezirk Blaufelden gehörte die Kirchengemeinde Schrozberg zum Kirchenbezirk Langenburg.
Im zugehörigen Weiler Krailshausen gibt es eine Filialkirche in einem ummauerten Kirchhof. Die ursprünglich romanische Kirche wurde mehrfach verändert. Im Kreuzrippengewölbte des Turmchors und an der Nordwand des Schiffs sind Wandmalereien zu sehen.

### Kirchengemeinde Spielbach
Die Kirchengemeinde Spielbach (ca. 195) umfasst den Stadtteil Spielbach mit den zugehörigen Weilern (ohne Heiligenbronn) der Stadt Schrozberg. Kirchlich war Spielbach zunächst Filiale von Leuzenbronn (heute zu Bayern gehörig). Um 1450 wurde eine Kapelle St. Eucharius erbaut, die 1504 zur Pfarrkirche erhoben wurde. Das Schiff wurde 1871 neu erbaut. Im spätgotischen Turmchor der Kirche wurden bei der Renovierung von 1970/71 Fresken aufgefunden, außerdem erhielt die Kirche eine Holzrippendecke. Das Pfarramt Spielbach betreut auch die Nachbarkirchengemeinde Heiligenbronn.

### Kirchengemeinde Wallhausen
Die Kirchengemeinde Wallhausen (ca. 1.240) umfasst den Hauptort und einige zugehörige Weiler der Gemeinde Wallhausen. 1285 wurde erstmals eine Kirche erwähnt. Bereits 1143 wurde eine Pfarrkirche St. Veit erwähnt, die dem Kloster Odenheim geschenkt wurde. Ob es sich hierbei um die Kirche in Wallhausen handelt konnte nicht nachgewiesen werden. Das Patronat der Pfarrkirche von 1285 besaß Kloster Anhausen und nach der Reformation 1532 Ansbach. Die Pfarrei war mehrmals mit Schainbach verbunden, das heute vom Pfarramt Wallhausen betreut wird. Die heutige Pfarrkirche Wallhausen wurde 1852 neu erbaut. Der gotische Turmchor und der ummauerte Kirchhof sind noch erhalten.

### Kirchengemeinde Wiesenbach

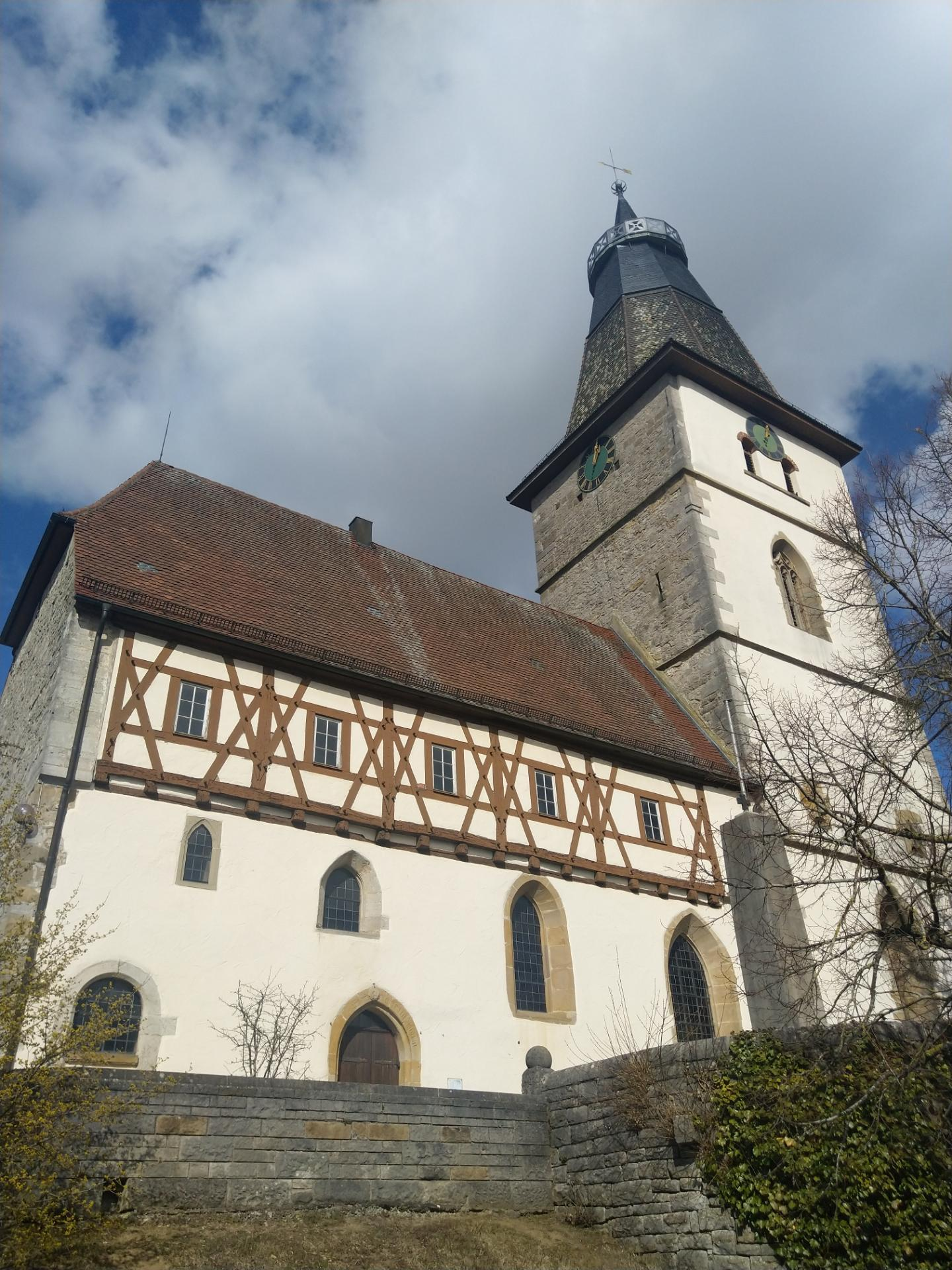
St. Ulrich in Wiesenbach

Die Kirchengemeinde Wiesenbach (ca. 700) umfasst den Ortsteil Wiesenbach mit den zugehörigen Weilern (darunter Engelhardshausen) der Gemeinde Blaufelden. Kirchlich gehörte der Ort zunächst zu Brettheim. Nach der Reformation wurde Wiesenbach um 1530 eigene Pfarrei. Die dem Hl. Ulrich geweihte Kirche wurde 1350 als Kapelle erstmals genannt. Der Turmchorbau mit Kreuzrippengewölbe stammt aus dem 14. Jahrhundert. Das Schiff im Fachwerkstil wurde vermutlich im 16. Jahrhundert erhöht.
Engelhardshausen bildete bis 1933 eine eigene Filialkirchengemeinde, die durch Bekanntmachung des Oberkirchenrats vom 6. Juli 1933 aufgehoben und mit der Muttergemeinde Wiesenbach vereinigt wurde. Die Kirche in Engelhardshausen, dem Hl. Leonhard geweiht, steht auf einer Anhöhe über dem Weiler. Die ehemalige Wallfahrtskirche hat einen langgezogenen spätgotischen Chor mit Kreuzrippengewölbe. Das Schiff mit Rundbogenportal stammt aus dem Jahr 1555.